# Sondra Radvanovsky

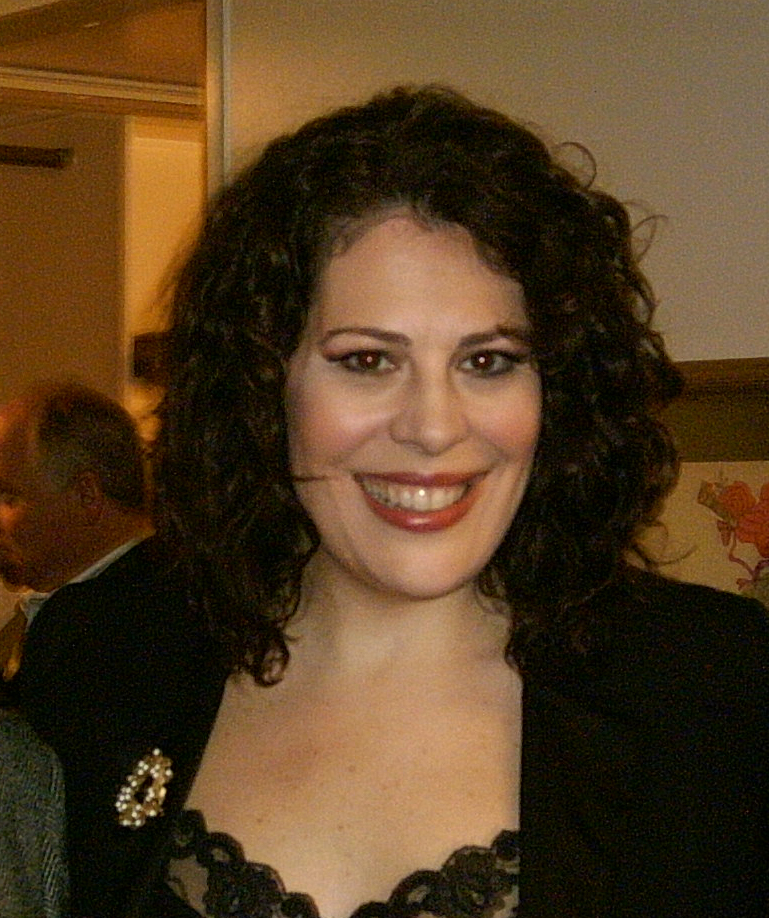
Sondra Radvanovsky

Sondra Radvanovsky (* 11. April 1969 in Berwyn, Illinois) ist eine US-amerikanische Opernsängerin (Sopran). Sie feierte insbesondere in Verdi-Opern Erfolge, u. a. als Elvira in Ernani, Leonora im Trovatore, Elena in I vespri siciliani, Elisabetta in Don Carlos und Amelia im Maskenball.

## Leben
Radvanovsky wurde in einem Vorort von Chicago geboren und zog mit 11 Jahren nach Richmond (Indiana). In Richmond stand sie im Alter von 21 Jahren auch zum ersten Mal in einer Opernrolle auf der Bühne. Radvanovsky studierte Schauspiel und Gesang an der University of Southern California und an der University of California, Los Angeles. Sie schloss ihre Ausbildung am Tanglewood Music Center und am Konservatorium der University of Cincinnati ab. Nachdem sie 1995 die „National Council Auditions“ der New Yorker Metropolitan Opera gewann, wurde sie in das „Lindemann Young Artist Development Program“ dieses Opernhauses aufgenommen. Zu ihren Lehrern gehörten Martial Singher, Ruth Falcon und Diana Soviero.
Radvanovsky sang an den bedeutendsten Opernhäusern der Welt, etwa am Royal Opera House Covent Garden (London), der Pariser Oper, der Mailänder Scala, der Wiener Staatsoper, der Lyric Opera of Chicago und der San Francisco Opera. An der Metropolitan Opera singt sie seit Jahren bedeutende Rollen ihres Fachs im italienischen Repertoire, darunter Leonora in David McVicars Inszenierung von Il trovatore. Im März 2016 triumphierte Radvanovsky an der Met als Königin Elisabeth I. von England in der Oper Roberto Devereux von Gaetano Donizetti.
Zu ihrem Repertoire gehören auch die Titelpartien in Bellinis Norma, Puccinis Suor Angelica, Tosca und Turandot, Floyds Susannah und Dvořáks Rusalka.
Der Tenor und Theaterleiter Plácido Domingo ist einer ihrer Förderer.
Radvanovsky ist verheiratet und lebt in einem Vorort von Toronto.

## Auszeichnungen
- 1995: Erster Preis der Loren L. Zachary Society Competition[13]
- 1995: Gewinnerin der Metropolitan Opera National Council Auditions[14]
- 1997: Gewinnerin der George London Foundation Competition[15]

## Diskografie

### Alben
- Verdi Arias, Delos 2010
- Verdi Opera Scenes mit Dmitri Hvorostovsky, Delos 2011
- Turandot (Puccini) mit Jonas Kaufmann Ltg. Antonio Pappano, Warner Music 2023

### Videoalben
- Franco Alfano: Cyrano de Bergerac mit Placido Domingo, Naxos 2009